# Monte Rota
Il monte Rota (Radsberg in tedesco) è una montagna delle Alpi dei Tauri occidentali, nella sottosezione Alpi Pusteresi. Lo stesso nome si riferisce anche ad un piccolo agglomerato di case che sorge poco al di sotto della vetta della montagna.
Presso il monte si trova il biotopo Pascoli paludosi del Monte Rota (in tedesco, Radsberger Feuchtwiesen), con una superficie di 30 ettari.
Durante il periodo invernale, dalla cima del monte è possibile discendere per una pista di 2 chilometri in slittino. 
Ai piedi del monte passava la strada romana che anticamente congiungeva Dobbiaco alla valle di Casies.